# 릉금도
릉금도(林檎島, 표준어: 능금도)는 황해남도 은률군의 섬이다.

## 상세
지리적으로 쥐섬과 웅도의 가운데에 위치한다. 과거에는 섬이었으나 간척사업으로 인해 육지로 조금씩 변화하고 있다.